# Родничок (Балашовский район)
Родничо́к — село в Балашовском районе Саратовской области. Административный центр Родничковского сельского поселения.

## Население
| 1939 | 2002  | 2010  |
| ---- | ----- | ----- |
| 2189 | ↘1438 | ↘1259 |

## Инфраструктура
Имеется железнодорожная станция Родничек.
Имеется Родничковский элеватор.